# Der Millionenraub im Riviera-Expreß
Der Millionenraub im Riviera-Expreß ist ein 1926 entstandener, deutsch-französischer Stummfilm von Joseph Delmont, der als dessen letzte Spielfilmregie gilt. Hans Mierendorff, Hanni Weisse, Robert Scholz und Gina Manès spielen die Hauptrollen. Die abenteuerliche und actionreiche Geschichte basiert auf einem Roman von Louis Delluc.

## Handlung
Der Volontär einer Pariser Großbank, Richard Gont, wird von seinem obersten Chef, Direktor Javril, dazu auserkoren, ein umfangreiches und wertvolles Aktienpaket nach Nizza zu bringen. Gonts intriganter Nebenbuhler um das Herz der jungen Eva Green, einer steinreichen Amerikanerin, heißt Syll und arbeitet in der Bank als Prokurist. Der Widerling sieht in der Zugfahrt eine günstige Gelegenheit, seinen verliebten und ein wenig naiven Konkurrenten Gont auszustechen und ihn obendrein bloßzustellen. Syll entwendet die Aktienpapiere und tauscht diese heimlich gegen wertlose Blätter aus. Dann veranlasst Syll telegraphisch, dass der Riviera-Express angehalten wird. 
Ebenfalls mit an Bord befinden sich Sylls Geliebte, Madame Armand, die ihn nicht an die Konkurrentin verlieren will, und der halb erblindete Ingenieur Swenson. Sie alle tun das Ihre, um Syll am Gelingen seines schurkischen Plans zu hindern. Um seine Verbrechen zu verschleiern, setzt Syll sogar einen Teil des Zuges in Flammen und versucht den vorderen Teil des eisernen Gefährts in seine Gewalt zu bringen. Dabei wird seine Vorgehensweise immer verbrecherischer und brutaler, doch am Schluss, nachdem es zum Kampf Mann gegen Mann zwischen Swenson und dem Schurken Syll auf dem Kohletender der Lokomotive gekommen ist, obsiegt erwartungsgemäß das Gute, und der Bösewicht muss sein Leben lassen.

## Produktionsnotizen
Der Film entstand in den Studios von Staaken bei Berlin und zwar in zwei Versionen: der deutschen, von Joseph Delmont gedrehten, und einer französischen unter dem Titel Le train sans yeux (Der Zug ohne Augen), inszeniert von Alberto Cavalcanti. Die deutsche Fassung passierte die deutschen Filmzensur am 4. März 1927, eine deutsche Premiere ist derzeit nicht genau datierbar. In Österreich lief der Sechsakter mit einer Länge von 1945 Metern spätestens Anfang Mai 1928 an. 
Hermann Warm entwarf die Filmbauten. 

## Kritiken
Österreichs Tagblatt meinte: „Eine Fülle von Sensation [sic!] bietet sich den Besuchern, der [sic!] in atemloser Spannung dem Verlauf der Handlung verfolgt. (…) Besonders hervorheben läßt sich das Spiel der Hauptdarsteller, der Aufbau und die reine Photographie des Films.“
Die Linzer Tages-Post konstatierte: „Der ausgezeichnet gedrehte Film bringt prächtige Bilder und schließlich … die glückliche Lösung.“